# Oliver Grundei
Oliver Grundei (* 19. Oktober 1970 in Hannover) ist ein deutscher Rechtswissenschaftler und politischer Beamter (CDU). Er war von 2017 bis 2022 Staatssekretär für Wissenschaft und Kultur im Ministerium für Bildung, Wissenschaft und Kultur des Landes Schleswig-Holstein und von 2022 bis 2025 Staatssekretär im Ministerium für Justiz und Gesundheit des Landes Schleswig-Holstein.

## Leben

### Ausbildung und Beruf
Nach seinem Abitur am Städtischen Gymnasium Leichlingen (Rheinland) (1990) und dem anschließenden Zivildienst an der Klinik für Herz- und Kreislauferkrankungen Roderbirken nahm Grundei 1991 ein Studium der Rechtswissenschaften auf. Dieses absolvierte er an der Christian-Albrechts-Universität zu Kiel, der Ruprecht-Karls-Universität Heidelberg und der Eberhard-Karls-Universität Tübingen. Es folgte das Rechtsreferendariat (1997–1999) am Landgericht Hechingen und anschließend eine Tätigkeit als Rechtsanwalt (2000–2001), ehe der Rechtswissenschaftler 2001 geschäftsführender wissenschaftlicher Mitarbeiter am Lorenz-von-Stein-Institut für Verwaltungswissenschaften der Kieler Christian-Albrechts-Universität wurde. Dort war Grundei bis 2005 beschäftigt, wechselte in der Folge an die Staatliche Akademie der Bildenden Künste Stuttgart, wo er zum Kanzler gewählt worden war. 2007 wurde er zum Kanzler der Universität zu Lübeck gewählt, 2013 folgte die Wiederwahl in diesem Amt. Er hatte es bis zu seiner Berufung zum Staatssekretär 2017 inne.

### Politische Tätigkeit
Grundei trat im Jahr 2010 in die Christlich Demokratische Union Deutschlands ein. Im Zuge der Landtagswahl in Schleswig-Holstein 2017 war er im Schattenkabinett des CDU-Spitzenkandidaten Daniel Günther zunächst als Wissenschaftsminister vorgesehen. Im Zuge der Bildung des Kabinetts Günther I wurde er schlussendlich am 28. Juni 2017 zum Staatssekretär für die Bereiche Wissenschaft und Kultur im Ministerium für Bildung, Wissenschaft und Kultur des Landes Schleswig-Holstein von Ministerin Karin Prien berufen. Im Zuge der Bildung des Kabinetts Günther II wurde er am 29. Juni 2022 zum Staatssekretär im Ministerium für Justiz und Gesundheit des Landes Schleswig-Holstein unter Ministerin Kerstin von der Decken ernannt. Er legte sein Amt am 18. Mai 2025 nieder.

### Privates
Grundei ist verheiratet und Vater zweier Kinder.

## Schriften
- Mobilfunkanlagen: ein Beitrag zur rechtlichen Zulässigkeit und Steuerung der Errichtung ortsfester Mobilfunkanlagen unter besonderer Berücksichtigung des öffentlichen Baurechts (Dissertation), Kiel: Lorenz-von-Stein-Institut für Verwaltungswissenschaften, 2005, ISBN 978-3-936773-15-6.